# Лаволле, Поль Рене
Поль Рене Лаволле (фр. Paul René Lavollée; 12 мая 1842, Париж — 29 ноября 1927, Париж) — французский публицист и экономист, «автор трудов по философии и особенно по политической экономии, завоевавших известность далеко за пределами Франции».
Наиболее известен серией книг под общим названием «Рабочие классы в Европе: Очерки их материального и нравственного положения» (фр. Les classes ouvrières en Europe: études sur leur situation matérielle et morale) — выпуски, посвящённые отдельным странам, выходили в 1882—1896 гг. Опубликовал также биографические очерки о государственном деятеле Жане Этьене Мари Порталисе (фр. Portalis, sa vie et ses oeuvres; 1869, докторская диссертация), богослове Уильяме Эллери Чаннинге (фр. Channing, sa vie et sa doctrine; 1876), драматурге Мариво (фр. Marivaux inconnu; 1880) и др.
Отец историка и библиографа Робера Лаволле (1876—1944).

## Публикации
- Portalis, sa vie et ses oeuvres
- De poetis Latino-Polonis
- Channing, sa vie et sa doctrine (1876)
- Les Classes ouvrières en Suisse (1882)
- Les Classes ouvrières en Europe (1882, 1884, 1896)
- Essais de littérature et d’histoire
- La morale dans l’histoire, étude sur les principaux systèmes de philosophie de l’histoire depuis l’antiquité jusqu’s nos jours (1892)
- René Lavollée, Edmond Bruwaert. Conférence monétaire internationale, 1892
- L’etat : le pere et l’enfant. Paris : Librairie Plon, 1904.
- Raison et foi : méditations philosophiques et religieuses. Paris, 1926.